# Forcipiger wanai
El pez mariposa hocicona de Cenderawasih (Forcipiger wanai) es una especie de pez marino con aletas radiadas, un pez mariposa de la familia Chaetodontidae. Es endémica de la bahía Cenderawasih en la región de la península de Doberai en Papúa Occidental.